# دوبروپولیه
دوبروپولیه (انگلیسی: Dobropolye) یک شهرک در بخش گرایفسکی استان بلگورود کشور روسیه است.